# التسويق عبر شبكات التواصل الاجتماعي

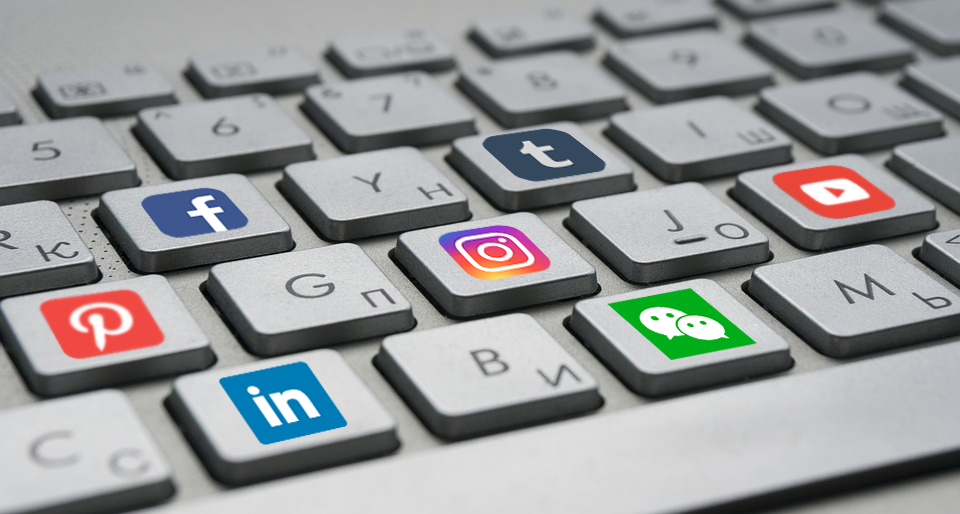

التسويق عبر شبكات التواصل الاجتماعي (بالإنجليزية:  Social media marketing)‏: أحد أنواع التسويق الإلكتروني يحيل إلى عملية كسب الزوار لموقعك الإلكتروني أو عملاء لخدمتك أو متنوجك عبر جذب انتباههم عن طريق مواقع التواصل والشبكات الاجتماعية. هذا النوع من التسويق يركز المجهود في إنشاء محتوى يجذب انتباه القراء ويشجعهم على مشاركته على الشبكات الاجتماعية. من أجل الوصول إلى عملاء بطريقة تلقيائية دون الحاجة المستمرة لتحديث أو نشر المحتوى بطريقة يدوية.

## منصات التواصل الاجتماعي

### مواقع التواصل الاجتماعي
مواقع التواصل الاجتماعي ويطلق عليها أيضا اسم الاعلام الاجتماعي هي عبارة عن منصات تسمح للأفراد بالتفاعل مع بعضهم البعض وبناء علاقات اجتماعية على الإنترنت. فحين تنضم مثلا أحد القنوات الرائدة إلى أحد مواقع التواصل الاجتماعي فهذا يمنحها إمكانية كبيرة للتواصل مع جمهورها حول العالم بأسره وبشكل مباشر، ما يسهل عليها الترويج لمنتجاتها أو بالأحرى ما ستقوم بعرضه وضمان وصوله إلى عدد كبير من المتابعين.
و هناك خاصية مهمة جدا تجعل مواقع التواصل الاجتماعي واحدة من أكثر وسائل التسويق فاعلية، وهي خاصية «مشاركة» أو «إعادة تغريد» المنشورات التي يطرحها المسوق إذا كان العميل مهتما بالمنشور. هذا الأمر يسمح بانتشار الرسالة التي يريد المسوق إيصالها بشكل كبير وعلى مستوى واسع في وقت قصير ودون أدنى عناء إذا ما تم استخدام هذه المواقع بالشكل الصحيح.
تتضمن مواقع التواصل أيضا كما هائلا من المعلومات حول الخدمات أو المنتجات التي قد يرغب فيها العملاء المحتملين، مما يمنح إمكانية تحليل السوق بسهولة والوصول إلى رغبات العملاء وإستهدافها من خلال المنتج الذي يتم تسويقه.

### الهاتف المحمول
الهاتف المحمول أصبح أيضا وسلية تسويق اجتماعية ممتازة، نظرا لشيوع إستخدامه في أوساط المستخدمين من جميع أنجاء العالم، وتوفره على إمكانيات أو خواص الشبكات الاجتماعية. حيث يتم إخطار المستخدم بأي منشور جديد يتم طرحه على مواقع الشبكات الاجتماعية التي يشترك فيها أو يتابعها من خلال هاتفه المحمول. هذا يوسع إحتمالية الوصول إلى العميل من أجل تزويده بشكل مستمر بأخر المستجدات حول المنتج أو الخدمة التي يتم التسويق لها.

## تقنيات التسويق عبر شبكات التواصل الاجتماعي
- الهاتف المحمول
- الحاسوب
- التلفاز الذكي

### تويتر Twitter
تويتر يسمح للشركات بالترويج لمنتجاتهم على مستوى فردي. حيث يمكن شرح الية عمل المنتج أو طريقة إستعماله أو وصف بسيط عنه في رسائل قصيرة، تجعل من الأسهل على المتابعين قراءتها. يمكن للمسوق أيضا أن يقوم باستخدام روابط، صور أو فيديوهات للترويج لمنتجه عبر تويتر.

### فيس بوك facebook
صفحات فيسبوك أكثر تفصيلا بكثير من حسابات تويتر، حيث أنها تسمح لك بنشر أي قدر من المعلومات حول منتجك، إضافة إلى أشرطة فيديو أو صور دون حدود معينة. كما أنها تعرض المنشور الترويجي مباشرة بعد نشره في الصفحة الرئيسية لعدد من المعجبين ما يجعلها الشبكة الاجتماعية المفضلة لكثير من المسويقين.

### جوجل بلس google+
بالرغم من احتواء جوجل بلس على عدد من المزايا المتواجد في فيس بوك، إلا أنه يتميز بإمكانية دمج الصفحة التسويقية مع عدد من خدمات جوجل مثل جوجل أدورد وخرائط جوجل بل وحتى اليوتيوب. ما يعطي انتشارا أكبر ويساهم في الوصول بشكل أكثر تفصيلا إلى معلومات حول المنتج.
وقد أعلنت شركة جوجل المالكة لخدمة Google+ إيقاف الخدمة في وقت سابق وذلك في شهر نيسان عام 2019

### يوتيوب
يحصل اليوتيوب على مليار زائر فريد شهريا بمعدلة ساعة مشاهدة واحدة شهريا لكل إنسان على كوكب الأرض وهي 6 مليارات ساعة من الفيديو يتم مشاهدتها شهريا من جميع أنحاء العالم. ويتم رفع 100 ساعة من الفيديوهات كل دقيقة. وقد تكون أقوى شبكة تسويقية إذا كان المسوق يستخدم الفيديو في الترويج لمنتجه. حيث يمكن من خلال هذه الشبكة الوصول إلى ملايين الاشخاص حول العالم إذا تم إستخدامها بالشكل الصحيح.